# Mariska Vilmos
Mariska Vilmos (Rozsnyó, 1844. október 24. – Budapest, Ferencváros, 1912. március 19.) jogi doktor, egyetemi tanár.

## Élete
Mariska Vendel és Greulich Terézia fia. Rozsnyón született, ahol atyja székesegyházi karigazgató volt; középiskolai tanulmányait szülőhelyén a prémontreiek vezetése alatt végezte; 1861-től a Pesti Egyetemen a jogi és államtudományokat hallgatta. Önerejére hagyatva zongoratanítással tartotta fenn magát. Miután 1862-1866-ban több fővárosi hangversenyben közreműködött, zongorajátékával annyira magára vonta az illető körök (Mosonyi, Kern, Reményi sat.) figyelmét, hogy már-már a zeneművészetre akarta magát szánni. De mégis megmaradt jogi és közgazdasági tanulmányainál és a jogtanári pályára készült. E tervéhez oly szívós kitartással ragaszkodott, hogy a bírói államvizsgálatra, a doktori és ügyvédi szigorlatokra három évig tartott szembaja miatt barátai és néhány gimnáziumi tanuló felolvasása segélyével készült el, anélkül, hogy maga egy sort is olvashatott volna. Jogi doktorrá 21 éves korában avatták, ügyvédi esküjét pedig 22 éves korában tette le. 1866-ban és 1867 első felében a budapesti királyi ítélőtáblánál joggyakornok volt és több főúri család fiainak a jogi tárgyakból oktatást adott. Az 1867. év második felében Des Echerroles Kruspér Károly házánál nevelő volt, ahol azonban csak néhány hónapot tölthetett el, mert 1868 februárjában a kassai jogakadémiához tanársegéddé neveztetett ki. 1868 szeptemberében a győri királyi jogakadémiánál az államtudományok előadásával bizatott meg, ahonnét 1869 augusztusában ismét a kassai akadémiához tért vissza, ahol mint a nemzetgazdaság és pénzügytan, továbbá a magyar pénzügyi törvények tanára működött. 1891-ben ugyanily minőségben a budapesti egyetemen lett rendes tanár. Halálát cukorbaj és tüdőlob okozta. Felesége Horváth Mária volt.
Cikkei a Jogtudományi Közlönyben (1868. A bizonyítás elmélete a magánjogi eljárásban, 1872. A nemzetgyűlés adómegtagadási joga, 1874. könyvism.); a Közigazgatási Lapokban (1877-78. A községi háztartás és a községi adók, Az egyenes adók reformja Ausztriában, különnyomatban is); a Politikai Szemlében (1892. Egyenes adóink reformja); a Nemzetgazdasági Szemlében (1894. A személyes jövedelmi adó). A politikai lapokba is írt cikkeket és a Pallas nagy Lexikonába az államgazdaságtan és a magyar pénzügyi jog körébe tartozó cikkeket.

## Munkái
- Pénzügytan különös tekintettel a nevezetesebb államok háztartására. Pest, 1871.
- A magyar pénzügyi törvényisme. Folytonos vonatkozással a magyar államháztartásnak a legújabb időig terjedő tényleges eredményeire. Bpest, 1875. (2. bőv. kiadás 1877. 3. teljesen átdolg. kiadás 1882. 4. kiadás 1887. 5. telj. átdolg. k. A pénzügyi jog kézikönyve cz. 1891. 6. telj. átdolg. k. 1896. 7. telj. átdolg. k. 1900. Horvátul: Eszéken, 1894.)
- Bélyeg- és illetékszabályok. Budapest, 1876. (2. jav. kiadás. Ugyanott, 1880.)
- Az államgazdaságtan (pénzügytan) kézikönyve. Budapest, 1885. (2. k., 3. k. 1895. 4. átdolg. k. 1899. Ism. Vasárnapi Ujság 1895. 10. sz., Budapesti Szemle XLV.) (Ötödik, átdolgozott kiadás: Bp, 1905. Online)